# Qweilbeh
Pour l’article homonyme, voir Abila.

Carte de la Décapole permettant de situer Quwayliba

Quwayliba ou Qweilbeh (ou Harthâ) est identifiée comme Abila ou Abida de la Décapole. Les vestiges s’étendent sur le tell Abil et le tell Abû al-`Amad et bordé au sud par la rivière Abila.
Abila ne fait pas partie de la liste des dix villes généralement admises comme membres  de la Décapole d'après Pline l'Ancien, mais il ne l'exclut pas totalement :
« Près de la Judée, du côté de la Syrie, est la Décapole, ainsi nommée du nombre de ses villes, sur lequel tous les auteurs ne sont pas d'accord. La plupart comptent Damas, fertilisée par les dérivations du fleuve Chrysorrhoas, qui s'y absorbe ; Philadelphie, Rhaphana, toutes villes qui s'avancent vers l'Arabie ; Scythopolis, ainsi appelée des Scythes qui y furent établis, et portant auparavant le nom de Nysa à cause de Bacchus, dont la nourrice y fut ensevelie ; Gadara, au pied de laquelle coule le Hieromix ; Hippo, déjà nommée : Dion; Pella, riche en eaux ; Gerasa, Canatha. Entre ces villes et autour d'elles sont des tétrarchies, dont chacune est comme un pays et forme un royaume : la Trachonitis, la Panéade, où est Césarée avec la source susnommée Abila, Arca, Ampeloessa, Gabe. »
Certains identifient Rhaphana et Abila en contradiction avec ce texte qui fait d'Abila et de Rhaphana deux villes distinctes. 

## Histoire
Abila a atteint son apogée pendant les périodes hellénistiques et romaines. Elle a été conquise par le séleucide Antiochos III.
Au début du Ier siècle av. J.-C. elle a été prise par le hasmonéen Alexandre Jannée ; Elle devient une cité libre grâce à Pompée en 64 av. J.-C.. Elle devient alors un des membres de Décapole battant monnaie sous le nom d’Abila.
L’influence séleucide reste évidente car même pendant le règne de Caracalla les monnaies sont frappées du nom de Séleucia Abila.

## Le site
Les fouilles permettent de dire que ce site a été occupé au début de l’âge du bronze et semble avoir été habité de manière continue  jusqu’au VIIe siècle
- Des hypogées
- Un grand théâtre
- Des rues pavées de basalte
- Un pont romain franchissant la rivière Abila.
- Au moins quatre basiliques du Ve au VIIe siècle. La plus récente d'entre elles au sud du site est appelée Umm al-`Amad sur le tell Abû al-`Amad[10].

L’essentiel du site reste à fouiller.